# Michel Banchereau
Michel Banchereau, né en avril 1716 à Tours et mort dans la même ville le 9 avril 1780, est un négociant et homme politique français, maire de Tours de 1771 à 1780.

## Biographie
Baptisé le 23 avril 1716 en la paroisse Saint-Pierre-le-Puellier, Michel Banchereau est le fils de Louis Banchereau, marchand-fabricant en soierie et bourgeois de Tours, et de Madeleine Chaussé. Sa famille, originaire de Doué-la-Fontaine, exerce le négoce et l'armement à Tours, en Martinique depuis le XVIIe siècle (Habitation Anse Latouche, Marcé) et à Saint-Malo (hôtel Banchereau).
En 1745, il épouse Madeleine-Catherine Moisant. Elle est la fille de François Moisant, grand juge-consul et administrateur de l'Hôtel-Dieu de Tours, propriétaire de l'Hôtel de Boisleroy, et de Catherine Girollet, la sœur d'Antoine Noël Moisant, chanoine et grand archiprêtre de Tours, la tante de l'épouse de Henri Jacques Goüin-Moisant et la grand-tante de Pèdre Moisant. Le couple a une fille unique, Madeleine Claude Banchereau.
Négociant et conseiller du roi, il devient juge-consul en 1771, administrateur de l'hôpital général et du collège de Tours, et commissaire au bureau d'aumônes. Il occupe successivement les fonctions de député de la paroisse Saint-Pierre-le-Puellier en 1755, député du corps des marchands en 1765, notable en 1766, conseiller en 1767 et échevin de la ville de Tours en 1768. Il est ensuite maire de Tours de 1771 à 1780, liant des relations de travail et d’amitié avec l'intendant François Pierre du Cluzel. Il entretient également de bons rapports avec le gouverneur de Touraine, le duc de Choiseul, et l'archevêque de Tours, Mgr de Conzié.
Il meurt en fonction. Les funérailles ont lieu en présence des corps civils et religieux de la ville.

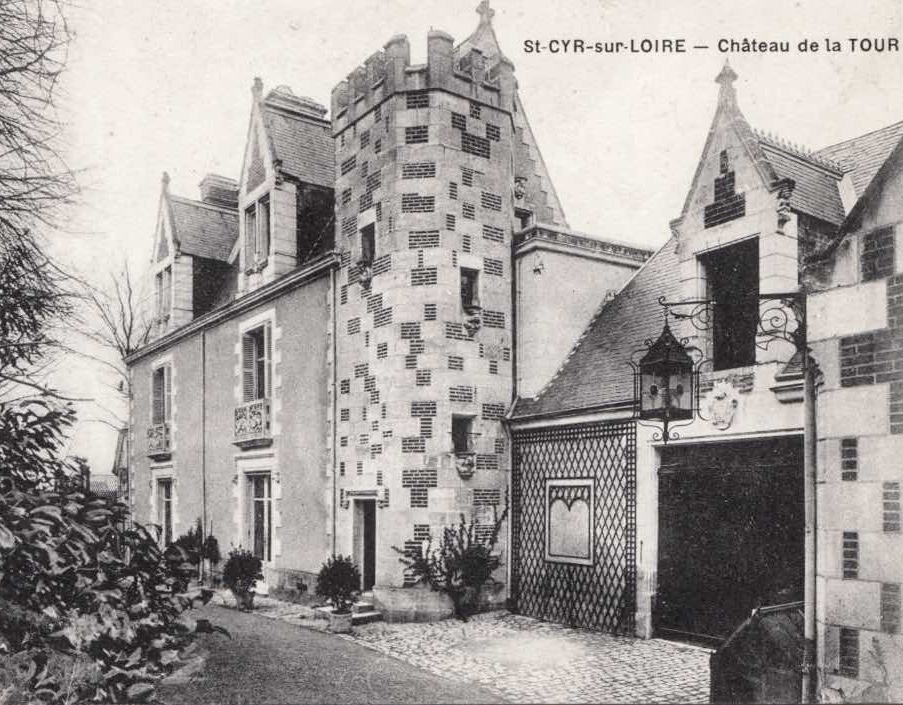
Le château de la Tour, à Saint-Cyr-sur-Loire.

Il acquiert la closerie du Haut-Lieu (aujourd'hui manoir de la Tour), à Saint-Cyr-sur-Loire, en 1765.
Il donne son nom à une portion de la rue Neuve (aujourd'hui rue Nationale) de Tours construite par les ingénieurs royaux dans les années 1770.